# Orvar Trolle
Orvar Trolle, né le 4 avril 1900 à Malmö et mort le 7 mars 1971 à Blikstorp (sv), est un nageur suédois.

## Biographie
Orvar Trolle dispute les épreuves de natation aux Jeux olympiques de 1920 à Anvers ; il fait partie du relais suédois terminant quatrième du 4x200 mètres nage libre et est éliminé en séries du 100 mètres nage libre. 
Aux Jeux d'été de 1924 à Paris, il est éliminé lors des demi-finales du 100 mètres nage libre mais remporte la médaille de bronze du 4x200 mètres nage libre.